# Lyon olympique universitaire rugby (féminines)
Cet article traite de l'équipe féminine de rugby. Pour le club omnisports du Lou, voir l'article Lyon olympique universitaire (omnisports).
Cet article traite de l'équipe féminine. Pour l'équipe masculine, voir l'article Lyon olympique universitaire rugby.
Pour les articles homonymes, voir Lyon olympique universitaire et LOU.
Maillots
Actualités
Dernière mise à jour : 21 aout 2019.
Le Lyon olympique universitaire rugby est une section française de rugby à XV appartenant au club omnisports Lyon olympique universitaire basé à Lyon. Sa section féminine est créée en 2008.
Pour la saison 2019-2020, l'équipe première évolue en Élite 1, tandis que l'équipe réserve joue en Fédérale 1.

## Historique
La section féminine du Lyon olympique universitaire rugby est formée en 2008. Lors de la saison 2011-2012, elles demeurent invaincues toute la saison en Fédérale 1, mais pour un tir au but raté lors de la finale, elles voient leur titre et l’accession au niveau supérieur leur filer sous le nez. En 2013, elles obtiennent le titre de championnes de France Fédérale 1 et en 2016, elles sont sacrées vice-championnes de France Élite 2.
En 2019, elles sont championnes de France Élite 2 et accèdent à l'Élite 1, première division féminine du rugby français.

### Logo

Logo LOU rugby

## Palmarès
- Championnes de France  Élite 2  en 2019 face au RC Chilly-Mazarin
- Vice-championnes de France Élite 2 en 2016 face à l'ASM Romagnat
- Championnes de France Fédérale 1 en 2013 face au SO villelonguet
- Vice championnes de France  Fédérale 1 en 2012 face au Tarbes Pyrénées rugby

### Les finales du Lyon OU
| Compétition | Date de la finale | Vainqueur             | Finaliste         | Score | Lieu de la finale                 |
| ----------- | ----------------- | --------------------- | ----------------- | ----- | --------------------------------- |
| Fédérale 1  | 20 mai 2012       | Tarbes Pyrénées rugby | Lyon OU           | 12-12 | Stade de la Méditerranée, Béziers |
| Fédérale 1  | 19 mai 2013       | Lyon OU               | SO villelonguet   | 29-8  | Valréas                           |
| Élite 2     | 22 mai 2016       | ASM Romagnat          | Lyon OU           | 29-7  | Unieux                            |
| Élite 2     | 18 mai 2019       | Lyon OU               | RC Chilly-Mazarin | 22-8  | Stade Maurice-Trélut, Tarbes      |

## Entraîneurs
- 2018 - 2021 : Philippe Buffevant (manager), Jean-Pierre Husson (entraîneur), Paul Hugonnier (entraîneur)
- 2021 - 2023 : Jean-Matthieu Alcalde (manager)
- À partir de 2023 : Jean-Matthieu Alcalde (manager) et David Attoub (avants)

## Autres équipes

### Équipes cadettes
Le club comprend également une section Cadettes. Elle participe au championnat de France de rugby à XV et de rugby à 10 de cette tranche d'âge. Elles ont 2 entraînements par semaine à la plaine des jeux de Gerland,.
Il a également mis en place depuis 2012 une section sport-étude féminine, en partenariat avec le lycée Jacques-Brel à Vénissieux. Les filles qui habitent loin de Lyon sont en internat au lycée professionnel Tony-Garnier dans le quartier Mermoz à Bron. Elles ont 6 entraînements par semaine au stade Laurent Gérin à Vénissieux et 2 entraînements à la plaine des jeux de Gerland avant les entraînements du LOU. Et elles participent au championnat de France des lycées de rugby à 10 en fin d'année.